# Англо-іспанська війна (1727—1729)
Англо-іспанська війна (1727 — 1729) — війна між Королівством Великої Британії та Іспанією, що закінчилася збереженням статусу-кво та Севільським миром.

## Передумови
У Війні за іспанську спадщину (1701—1714) і в подальшій Війні четверного альянсу (1718—1720) Іспанія втратила всі свої володіння в Італії, Іспанські Нідерланди, що відійшли Австрії, а також Менорку та Гібралтар, що відійшли Королівству Великої Британії. Після другої війни Іспанія виявилася майже ізольована, а економіка стала зазнавати збитків.
Карл VI Габсбург використовував отримані під час війни Австрійські Нідерланди для налагодження заморської торгівлі. Ост-Індійська компанія Карла заважала торгівлі інших держав. У 1724 році на загальноєвропейському конгресі у французькому містечку Камбре Королівство Великої Британії та Голландія вимагали закриття компанії. Ці вимоги призвели до того, що Австрія та Іспанія 30 квітня 1725 уклали Віденський союз, за умовами якого австрійський імператор повинен був всіляко допомагати іспанському королю в поверненні Гібралтару та Менорки, зокрема послати 30-тисячне військо в разі військового конфлікту. Король Іспанії Філіп V також обіцяв допомогу Австрії.
Ця угода, яка, здавалося, порушить рівновагу сил в Європі, навпаки призвела до створення союзу між Британією, Пруссією, Францією та Ганновером. Союзові також допомагали Голландія, Швеція та Данія, які отримували економічні збитки від торгівлі Іспанії та Австрії.

### Портобело
Королівство Великої Британії спробувала використати свою військово-морську міць ще до початку конфлікту, взявши в блокаду порт Портобело в Панамі, але спроба виявилася невдалою, а втрати від хвороб сягали 4 000. Ця блокада мала перекрити шлях іспанським галеонам до Іспанії, але британцям це не вдалося, і врешті-решт вони відступили.

## Облога Гібралтару
11 лютого 1727 року іспанські війська під командуванням Маркуса де лас Торреса та Маркуса Вербума взяли в облогу британський гарнізон Гібралтару. За різними даними, іспанські війська налічували від 12 тис. до 25 тис. осіб. Число захисників Гібралтару на початку облоги становило 1500 осіб, але через деякий час збільшилося до 5000 осіб.
Після чотиримісячної облоги й численних спроб штурму, 12 червня 1727 іспанці відступили. Втрати Іспанії сягали 1 400 осіб, тоді як британці відбулись 300 вбитими та пораненими.
Іспанія сподівалась на підтримку Австрії, згідно з Віденською домовленістю, але отримала менше, ніж очікувала. Британські дипломати уклали таємну угоду з австрійцями, щоб запобігти їхньому втручанню в конфлікт.

## Севільський мир
1729 року в Севільї між двома державами було укладено мир, за яким сторони зберігали статус-кво. Британія залишала за собою Гібралтар та Менорку з портом Мао. Багато питань так і не було вирішено і через 10 років спалахнула чергова війна. Британія уклала союз з Австрією, який тривав до 1756 року, щоб убезпечити себе від подальших можливих військових конфліктів.